# Nurme (Sauga)
Nurme – wieś w Estonii, w prowincji Parnawa, w gminie Sauga.